# Battaglia di Germantown
La battaglia di Germantown venne combattuta il 4 ottobre 1777 nei pressi di Germantown in Pennsylvania (oggi un quartiere dell'area metropolitana di Filadelfia) tra le forze americane guidate da George Washington e un'armata britannica sotto il generale William Howe, nell'ambito degli eventi della campagna di Filadelfia della guerra d'indipendenza americana.
Dopo che le truppe britanniche del generale Howe avevano occupato Filadelfia alla fine di settembre, Washington progettò un contrattacco in direzione della città assalendo l'accampamento principale delle forze nemiche posto nei pressi della cittadina di Germantown. Le forze americane furono divise in quattro colonne che dovevano convergere sull'abitato provenendo da direzioni diverse dopo una marcia notturna, ma la mattina del 4 ottobre la fitta nebbia, la mancanza di coordinazione e la resistenza offerta dagli avamposti britannici inficiarono il piano d'attacco di Washington: le forze americane si ritrovarono frammentate e furono infine respinte con gravi perdite dal contrattacco dei britannici, ripiegando con un certo disordine dopo aver lasciato molti prigionieri in mano al nemico.

## Antefatti
L'offensiva lanciata dalle forze britanniche in Pennsylvania negli ultimi mesi del 1777 ottenne rapidamente diversi successi: dopo aver lasciato la piazzaforte di New York e aver diretto a sud via mare, l'armata del generale William Howe, comandante in capo delle forze britanniche in Nord America, era sbarcata alla fine di agosto nella baia di Chesapeake ed era avanzata verso nord alla volta di Filadelfia, capitale provvisoria degli Stati Uniti e sede del Congresso Continentale. Il tentativo delle forze dell'Esercito Continentale di George Washington di sbarrare la strada ai britannici era stato infranto nel corso della battaglia di Brandywine (11 settembre) e della battaglia di Paoli (20 settembre), conclusesi con delle pesanti sconfitte per le forze americane: Fialdelfia dovette essere frettolosamente sgombrata dal Congresso e venne occupata in maniera incontrastata dai britannici il 26 settembre.
Howe fece quindi accampare il grosso delle sue forze a nord di Filadelfia, presso l'allora villaggio di Germantown; l'obiettivo successivo per le forze britanniche divenne quello di sgombrare l'estuario del fiume Delaware: la flotta britannica dell'ammiraglio Richard Howe (fratello minore del comandante delle forze terrestri) era arrivata in zona fin dal 25 settembre, ma si trovava impossibilitata a risalire il fiume fino al porto di Filadelfia a causa di una serie di ostruzioni posate dagli americani e difese da alcune opere fortificate; il generale William Howe distaccò quindi parte delle sue truppe per sgombrare le forze americane dalle loro ultime postazioni sul Delaware e garantirsi così una solida linea di approvvigionamento dal mare.
Questo indebolimento delle forze di Howe spinse Washington a progettare un immediato attacco alle posizioni britanniche, mossa che doveva anche servire a rinsaldare il morale degli americani dopo la perdita della loro capitale e magari aprire la strada a una riconquista della stessa Filadelfia. Secondo il piano elaborato dal comandante in capo, le forze americane furono divise in quattro forti contingenti che dovevano convergere da direzioni diverse su Germantown dopo una marcia notturna, cogliendo così di sorpresa i britannici come già avvenuto nel corso della battaglia di Trenton il 26 dicembre 1776. Le due colonne centrali consistevano in truppe regolari dell'Esercito Continentale: una colonna, guidata dal generale John Sullivan e con aggregato lo stesso Washington, comprendeva oltre alla divisione di Sullivan (forte di due brigate) la divisione del generale Anthony Wayne (sempre forte di due brigate) e la brigata del generale Thomas Conway, e doveva dirigere direttamente su Germantown muovendo verso sud-est lungo la strada principale per Filadelfia (Skippack Road); sulla sinistra della colonna di Sullivan si trovava invece la colonna del generale Nathanael Greene, formata dalla divisione dello stesso Greene (con le brigate dei generali Weeden e Muhlenberg), dalla divisione del generale Stephen (brigate Woodford e Scott) e dalla brigata del generale McDougall, le quali dovevano convergere su Germantown da est impegnando in combattimento l'ala destra dello schieramento britannico.
Ai due lati delle colonne dei regolari dell'Esercito Continentale si trovavano altre due colonne composte di unità della milizia: alla destra di Sullivan si trovavano le forze del generale John Armstrong Senior (principalmente unità della milizia della Pennsylvania), incaricate di discendere lungo la riva del fiume Schuylkill per attaccare la sinistra dei britannici, mentre alla sinistra di Greene si trovava la colonna del generale William Smallwood (composta di miliziani provenienti da New Jersey e Maryland) che doveva aggirare la destra dei britannici e tagliare loro la via di ritirata; infine, il generale William Alexander ("Lord Stirling") comandava la riserva americana, composta dalle brigate di regolari dei generali Maxwell e Nash, schierata alle spalle della colonna di Washington. Il totale delle forze americane comprendeva circa 11 000 uomini.
Il generale Howe poteva contare su circa 12 500 uomini, sia regolari britannici che mercenari tedeschi, ma dopo aver lasciato una guarnigione a presidio della stessa Filadelfia circa 8 000 di essi erano acquartierati nei pressi di Germantown. Il grosso delle forze britanniche era accampato sul terreno elevato alle spalle dell'abitato di Germantow, lungo la strada detta "School House Lane" che da Germantown correva verso sud-ovest fino al corso del fiume Schuylkill; la sinistra dei britannici era difesa dalla divisione del generale Wilhelm von Knyphausen con una brigata tedesca e due brigate britanniche, mentre al centro si trovava la divisione del generale James Grant forte di due brigate britanniche, con la destra presidiata dalla fanteria leggera e dai dragoni dei Queen's Rangers (un'unità reclutata tra i Lealisti americani). A nord di Germantown, in posizione avanzata e a presidio di una tenuta di campagna nota come "Chew House", si trovava il reggimento britannico del colonnello Thomas Musgrave con più a settentrione due battaglioni di fanteria leggera disposti in linee di picchetto, mentre il generale Charles Cornwallis comandava la guarnigione britannica di Fildelfia più a sud; infine, lo stesso quartier generale di Howe era insediato a Logans House, una residenza di campagna a sud di Germantown.

## La battaglia

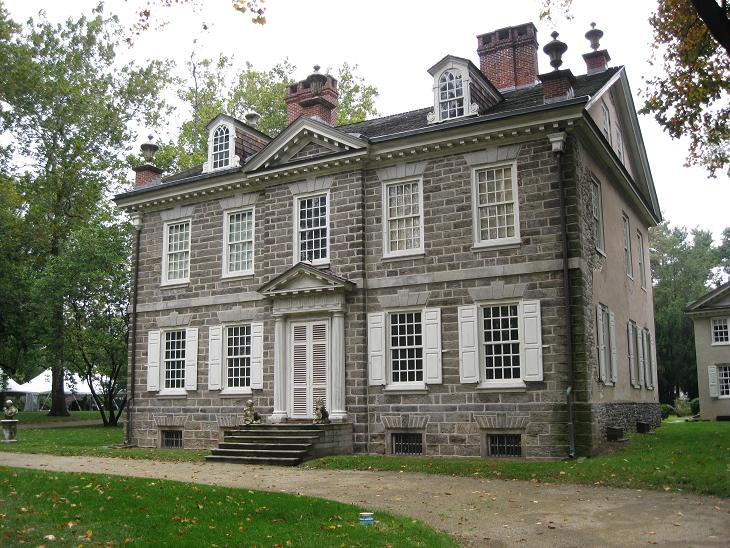
Veduta odierna di Chew House a Germantown

Le truppe americane iniziarono la loro marcia verso sud nel pomeriggio del 3 ottobre 1777, e all'alba del giorno dopo avevano quasi raggiunto le loro posizioni di partenza per l'attacco a Germantown. Intorno alle 05:00, alle prime luci del giorno ma con una fitta nebbia che ricopriva tutta la zona, la brigata di Conway uscì dai boschi e impattò negli avamposti britannici situati a nord di Germantown, mentre le truppe di Wayne si dispiegavano sulla sua sinistra: inferiore in numero, la fanteria leggera britannica si ritirò a sud sotto la protezione della fanteria di Musgrave attestata a Chew House, non prima di aver incendiato i campi onde alzare una cortina fumogena. Il rumore dei primi scontri svegliò Howe a Logans House: credendo che si trattasse di un raid di incursori americani, il generale si spinse avanti per osservare l'azione salvo poi, resosi conto che si trattava di un grosso attacco, rientrare precipitosamente nelle retrovie per preparare le sue forze all'azione; il rumore delle prime cannonate giunse fino a Filadelfia, mettendo sull'allarme le riserve britanniche guidate da Cornwallis.
Dopo aver coperto la ritirata dei picchetti della fanteria leggera, il colonnello Musgrave radunò sei compagnie del suo 40th Regiment of Foot e si barricò all'interno della residenza di Chew House, sbarrando porte e finestre e trasformandola in un piccolo fortilizio. Dopo che un primo assalto alla magione era stato respinto, il generale Henry Knox fece avanzare l'artiglieria americana e prese a bombardare la postazione britannica, ma le solide mura in pietra della resistenza resistettero al cannoneggiamento e il seguente attacco della brigata di Maxwell, fatta affluire dalla riserva, si risolse in un sanguinoso nulla di fatto: dopo mezz'ora di scontri lo stesso Washington ordinò di sospendere l'azione, che era già costata la morte di 50 soldati americani, e di accerchiare la postazione britannica.

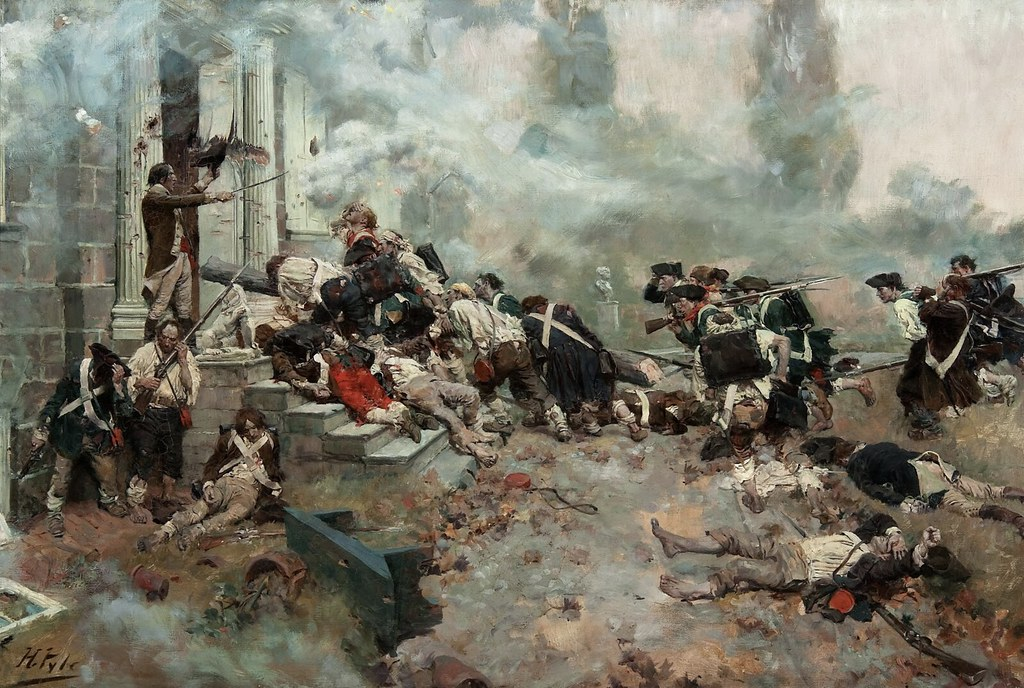
L'attacco americano a Chew House in un quadro di Howard Pyle del 1898

Mentre gli scontri infuriavano a Chew House, Sullivan aveva condotto il resto della sua colonna all'assalto delle forze britanniche attestate a ovest di Germantown, con la divisione di Wayne sulla sinistra e la brigata di Conway sulla destra, mentre i miliziani della Pennsylvania del generale Armstrong ingaggiavano gli  jäger tedeschi all'estrema ala sinistra britannica, nella zona dove il fiume Wissahickon Creek si immetteva nello Schuylkill. L'attacco della colonna di Greene all'ala destra britannica ebbe inizio con ore di ritardo sulla tabella di marcia e si sviluppò nella confusione più assoluta: le brigate di Mulenberg e Weeden ingaggiarono le forze britanniche respingendo gli avamposti dei Queen's Rangers e penetrando nello schieramento nemico, ma la brigata del generale Mcdougall inspiegabilmente non mosse in loro appoggio e le unità della milizia agli ordini di Smallwood situate più a sinistra rimasero talmente attardate nella loro marcia di avvicinamento da non riuscire ad entrare in azione nel corso della battaglia, lasciando le forze di Greene prive di coperture sui fianchi. Il resto della colonna di Greene, le forze agli ordini del generale Stephen, rimase separata dal grosso della formazione durante la marcia notturna e, immersa nella nebbia e nel fumo degli incendi, disobbedì agli ordini e finì con il piegare sulla destra dirigendo sul rumore degli scontri in corso a Chew House, dove rimase a sua volta inutilmente invischiata. Con una visibilità ridottissima e una confusione assoluta, le truppe di Stephen si imbatterono nella retroguardia della divisione di Wayne e le due formazioni si scambiarono reciprocamente per britannici, aprendo il fuoco l'una sull'altra: Wayne si convinse di essere stato aggirato sul fianco e accerchiato dal nemico e ordinò di conseguenza una ritirata, in questo imitato del resto dalle forze di Stephen.
La ritirata di Wayne lasciò Sullivan privo di appoggio e i britannici si affrettarono ad approfittarne: dopo un momento di panico durante il quale era stata valutata una ritirata generale oltre lo Schuylkill alla volta di Chester, i britannici si resero conto che i loro fianchi erano sicuri e contrattaccarono con decisione le esposte truppe di Sullivan, assalite sulla sinistra dalla divisione del generale Grant e sulla destra dalla brigata del generale Charles Grey distaccata dalla divisione di Knyphausen; dopo un duro scontro, a corto di munizioni Sullivan dovette ordinare una ritirata generale delle sue forze. I britannici piegarono quindi a destra e si riversarono sulle forze di Greene, prive di copertura sui fianchi: il 9th Virginia Regiment, parte della brigata di Muhlenberg, si era spinto all'attacco con troppa foga e si ritrovò isolato dal grosso delle forze americane, finendo tagliato fuori dai rinforzi britannici arrivati da Filadelfia agli ordini di Cornwallis; l'unità si arrese in massa lasciando in mano ai britannici quasi 400 prigionieri tra cui il comandante del reggimento, colonnello George Mathews.
Informato della ritirata di Sullivan, anche Greene diede l'ordine di ripiegare dirigendo verso nord-est. Il ripiegamento degli americani si svolse in una certa confusione e si trasformò in una rotta, con i soldati inseguiti per un lungo tratto dai dragoni britannici; Washington riuscì a raggruppare le sue forze solo nei pressi del suo quartier generale di Pennypacker Mills, circa 16 miglia più a nord di Germantown.

## Conseguenze
Le tre ore della battaglia si erano rivelate molto costose per gli americani, chiaramente battuti nello scontro: le perdite dell'armata di Washington furono calcolate in 152 morti (circa 70 dei quali negli inutili attacchi a Chew House), 521 feriti e 400 tra dispersi e prigionieri; le forze britanniche registrarono invece 71 morti, 450 feriti e 14 tra dispersi e prigionieri.
Nel suo resoconto al Congresso, Washington indicò come cause principali della sconfitta la fitta nebbia e gli attacchi a Chew House che avevano fatto perdere inutilmente tempo prezioso e trattenuto le riserve americane dall'intervenire nello scontro principale; un altro fattore importante fu la grave penuria di munizioni che diversi reparti americani dovettero registrare nel bel mezzo dello scontro. In definitiva, il piano ideato da Washington si era rivelato troppo complesso per essere eseguito da comandati ancora inesperti e da soldati, tanto nei ranghi della milizia quanto in quelli dell'Esercito Continentale, reclutati da troppo poco tempo e addestrati in maniera troppo sommaria. Capro espiatorio della sconfitta fu il generale Stephen: deferito a una corte marziale per la disobbedienza agli ordini e l'incidente di fuoco amico che aveva provocato, si scoprì che aveva condotto i suoi uomini in battaglia da ubriaco, fu condannato alla degradazione e cacciato dall'esercito venendo sostituito alla guida della sua divisione dal generale francese Gilbert du Motier de La Fayette.
In generale, la battaglia di Germantown non intaccò più di tanto il morale delle forze americane, che invece ne uscì rafforzato: dopo molte sconfitte, per la prima volta i regolari americani avevano quasi sfiorato la vittoria in una grande battaglia campale contro i britannici, dimostrando i passi avanti che il loro neonato esercito stava compiendo. Al di là della sconfitta riportata, il fatto che gli americani avessero radunato un esercito capace di tenere il campo contro gli addestratissimi reggimenti britannici impressionò notevolmente gli ambienti governativi francesi, che da tempo stavano fornendo aiuti segreti ai ribelli delle colonie nordamericane; quando, pochi giorni dopo Germantown, le forze americane del generale Horatio Gates riportarono nel teatro di guerra settentrionale un'importante vittoria ai danni dei britannici nella battaglia di Saratoga, la Francia decise di scendere attivamente in campo dichiarando guerra alla Gran Bretagna nel marzo 1778, evento decisivo di tutto il conflitto.
Il successo riportato a Germantown fu in gran parte sprecato da Howe, che non inseguì con decisione la frammentata armata di Washington preferendo continuare con la sua originaria intenzione di ripulire il basso corso del fiume Delaware dalle postazioni fortificate degli americani, onde garantirsi una sicura via di rifornimento navale; alcune settimane dopo la battaglia, le forze britanniche evacuarono la stessa Germantown e ripiegarono su una linea di fortificazioni allestita subito a nord di Fialdelfia. Dopo una serie di scaramucce inconcludenti, Howe tentò di agganciare in combattimento le forze di Washington nel corso della battaglia di White Marsh tra il 5 e l'8 dicembre 1777, scontro conclusosi con un nulla di fatto, e pochi giorni dopo fu richiamato in patria e sostituito alla guida delle forze britanniche in Nordamerica dal generale Henry Clinton.